# Energia de Gostosa
"Energia de Gostosa" é uma canção da cantora brasileira Ivete Sangalo, lançada em 20 de dezembro de 2024. A canção é o primeiro single do EP O Verão Bateu em Minha Porta, e foi anunciada como música-tema da cantora para o carnaval de 2025.

## Paradas musicais
A canção entreou na Billboard Brasil Hot 100, na 46 posição, na semana de 10 de março de 2025.
| Parada musical (2025)             | Maior posição |
| --------------------------------- | ------------- |
| Brasil (Billboard Brasil Hot 100) | 46            |